# Gvozd
Gvozd – wieś w Chorwacji, w żupanii sisacko-moslawińskiej, w gminie Gvozd. W 2011 roku liczyła 1095 mieszkańców.